# Seznam českých vyslanců ve Svaté říši římské

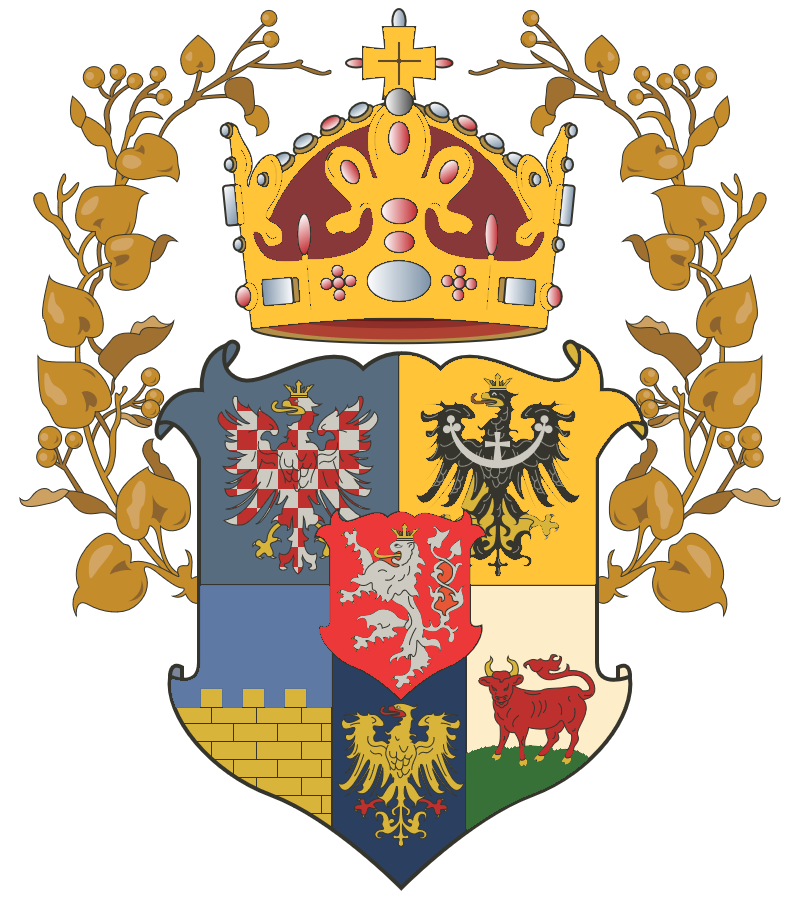
Znak Českého království

Toto je seznam vyslanců Českého království na sněmu Svaté říše římské v Řezně. České země v té době byly součástí habsburské monarchie (Rakouského císařství) a svého vyslance ve Svaté říši měly až do jejího zániku roku 1806.
České velvyslanectví bylo vedle rakousko-burgundského velvyslanectví a hlavního komisariátu jedním ze tří habsburských zastoupení na říšském sněmu.

## Jmenný seznam vyslanců

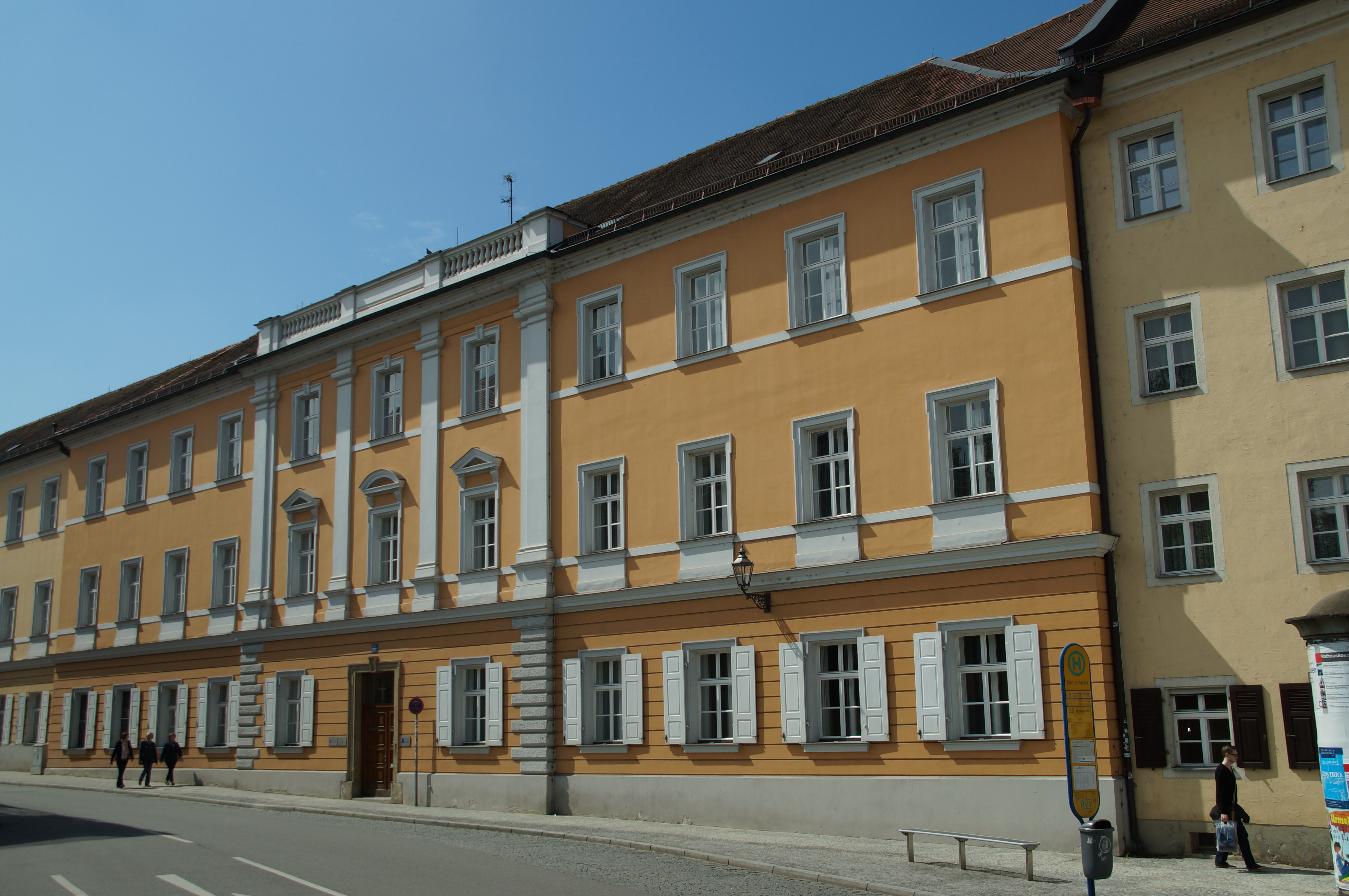
Bývalé velvyslanectví Českého království (do roku 1785) na Schottenstraße 2 v Řezně

- 1708–1709: František Ferdinand Kinský (1678–1741)
- 1709–1722: František Karel Vratislav z Mitrovic (1670–1750)
- 1722–1725: Ignác Antonín z Ottenu (1664–1737), chargé
- 1725–1729: František Václav ze Sinzendorfu (1695–1734)
- 1729–1732: Bedřich August z Harrachu (1696–1749)
- 1732–1734: Ignác Antonín z Ottenu (1664–1737), chargé d'affaires
- 1734–1734: Jan Ferdinand I. z Kuefsteinu (1688–1755)
- 1734–1737: Rudolf Josef z Colloreda (1706–1788)
- 1737–1740: Jan Josef z Khevenhülleru (1706–1776)
- 1740–1745: neobsazeno
- 1745–1748: František Filip ze Šternberka (1708–1786)
- 1748–1752: Otto Venantius z Frankenbergu a Ludwigsdorfu (1700–1753)
- 1752–1764: Kristián August ze Seilernu (1717–1801)
- 1764–1774: Adam František z Hartigu (1724–1783)
- 1774–1776: Jan František Lyncker z Lützenwicku (1753–1811), chargé d'affaires
- 1776–1780: Leopold z Neippergu (1728–1792)
- 1780–1785: Ferdinand z Trauttmansdorffu (1749–1827)
- 1785–1795: Josef Jan ze Seilernu a Aspangu (1752–1838)
- 1795–1796: Josef von Breuner
- 1796–1801: Jan František Lyncker z Lützenwicku (1753–1811), chargé d'affaires
- 1801–1803: Ferdinand z Colloredo-Mannsfeldu (1777–1848)
- 1803–1806: Bedřich Lothar von Stadion (1761–1811)

1806: Zánik Svaté říše římské